# Christian Ludwig (Dirigent)
Christian Ludwig (* 2. Mai 1978 in Köln) ist ein ehemaliger deutscher Geiger und heutiger Dirigent.

## Leben und Karriere
Ludwig wuchs als Sohn einer koreanischen Sängerin und eines deutschen Klavierprofessors in Köln auf.
An der Musikhochschule Köln, die er bereits im Alter von zwölf Jahren besuchte, begann er im Jahr 1995 ein Geigen-Studium. Dieses setzte er später an der Guildhall School of Music and Drama in London fort und studierte zeitgleich Kammermusik beim Alban Berg Quartett.
Aufgrund anhaltender Schmerzen seiner linken Hand und einer darauffolgenden Diagnose der fokalen Dystonie beendete Ludwig 1999 schließlich seine professionelle Karriere als Violinist.
2001 wandte Ludwig sich einem neuen musikalischen Feld zu und studierte Orchesterdirigieren und Chorleitung bei Klaus Arp an der Hochschule für Musik und Darstellende Kunst Mannheim. Es folgte ein Aufbaustudium Dirigieren bei Sir Colin Davis und Colin Metters an der Royal Academy of Music im Jahr 2005. Weitere musikalische Einflüsse erhielt Ludwig durch Meisterkurse bei Mario Venzago, Dmitri Kitajenko, Yan Pascal Tortelier und George Hurst.
Nach abgeschlossenen Studiengängen wechselte er 2008 zum Kölner Kammerorchester, bei welchem er bis 2011 als Dirigent und künstlerischer Leiter beschäftigt war. Danach leitete Ludwig von 2011 bis 2013 das Gwangju Symphony Orchestra in Südkorea. Seit 2018 ist er als ständiger Dirigent beim Orchester der Landesregierung in Düsseldorf beschäftigt. Außerdem leitete Ludwig als Dirigent von Sommersemester 2019 bis Wintersemester 2021/2022 das Aachener Studentenorchester.
Als Solist und Dirigent konzertierte Christian Ludwig bereits in vielen bekannten Konzertstätten, darunter das Théâtre des Champs-Élysées, das Prinzregententheater, die Seoul National Opera, die Kölner Philharmonie sowie die Tonhalle Düsseldorf.